# Marià III d'Arborea
Marià III d'Arborea (1285-1321) fou fill il·legítim de Joan d'Arborea i de Vera Cappai. Va succeir al seu pare després del 1295 conjuntament amb son germà Andreuot d'Arborea. Va ser jutge únic del 1308 al 1321. Degut al descontentament popular va canviar de política i després del 1297 es va acostar a Catalunya-Aragó, on el rei Jaume el Just havia estat nomenat rei de Sardenya pel Papa. Va morir el 1321. El 1312 es va casar amb Constança de Montealcino, filla de Catino, comte d'Elci. Fou pare d'Hug II d'Arborea, nascut fora del matrimoni. Els altres fills naturals foren: una filla de nom desconegut, Guillem (mort després del 1335), Gonnari (mort abans del 1335), Sardínia (morta abans del 1335), Adelàsia (morta després de 1335), i dues filles més de nom desconegut.